# União Nacional dos Escuteiros de Timor-Leste

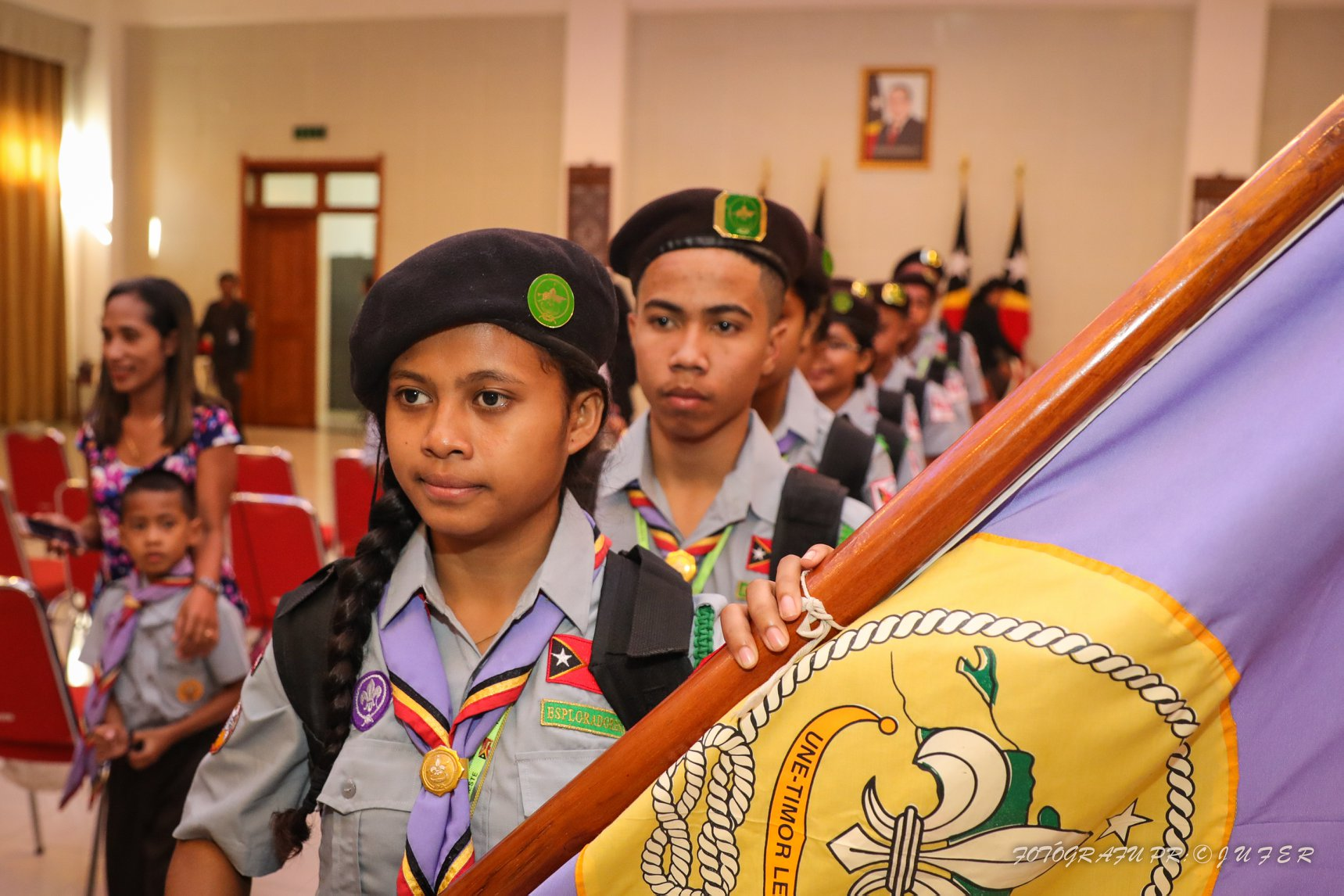
União Nacional dos Escuteiros de Timor-Leste.

A União Nacional dos Escuteiros de Timor-Leste (UNE-TL), é a associação escutista de Timor-Leste. Foi fundada a 2 de Dezembro de 2005 numa fusão de duas associações, o Corpo de Escuteiros Católicos em Timor-Leste e Timor Leste Scouting. Esta organização pertence à Comunidade do Escutismo Lusófono.
Timor-Leste é um dos 35 países onde existe escutismo, porém onde não existe, nem nunca existiu, uma associação nacional que seja membro da WOSM.
Dom Ximemes Belo, bispo de Díli e vencedor do Prémio Nobel da Paz em 1996, é um antigo escuteiro e participa activamente neste.

## Fonte
Wikipedia, The Free Encyclopedia Consultado a 28 de maio de 2007. (em inglês)